# Shorea platycarpa
Shorea platycarpa (tiếng Anh thường gọi là Light Red Meranti) là một loài thực vật thuộc họ Dipterocarpaceae. Loài này có ở Indonesia, Malaysia, và Singapore. Chúng hiện đang bị đe dọa vì mất môi trường sống.